# 青安坪乡
青安坪乡，是中华人民共和国湖南省张家界市永定区下辖的一个乡镇级行政单位。

## 行政区划
青安坪乡下辖以下地区：
大米界村、洞子坊村、瞿家包村、田家岗村、胡家坡村、安坪村、张家坡村、青安村、神塘坪村、伍家湾村、福儿界村和土家旯村。